# Almeida Garrett
Pour les articles homonymes, voir Garrett.
Œuvres principales
- Camoens (1825) (Poésie)
- Frei Luis de Sousa (1844) (Théâtre)
- Voyages dans mon pays (1846) (Récit)
- Plaisir et souffrance. Anthologie.

João Baptista da Silva Leitão anobli sous le nom de vicomte de Almeida Garrett par Pierre V de Portugal (Porto, 4 février 1799 – Lisbonne, 9 décembre 1854) est un  des plus grands auteurs romantiques portugais, romancier, dramaturge et poète. Introducteur du romantisme au Portugal, il est le créateur de la notion de « théâtre national portugais », le fondateur du Conservatoire de Lisbonne (Teatro Nacional D. Maria II), et le premier à avoir recueilli la poésie orale portugaise dans son Romanceiro, publié en trois volumes, entre 1828 et 1851.
Ardent défenseur des idées libérales qui lui valurent l'exil après les révolutions libérales portugaises échouées, il s'engage en 1832 dans l'armée de reconquête menée par Pierre IV depuis les Açores. À la chute de Michel Ier et de ses idées d'Ancien Régime, il s'installe au Portugal sous le règne de Marie II de Portugal, pendant lequel il occupe une place prééminente et devient ministre et secrétaire d'état honoraire.
Son roman Voyages dans mon pays figure sur la Liste des 50 œuvres essentielles de la littérature portugaise établie en 2016 par le très prestigieux Diário de Notícias.

## Œuvres
- Camoens (1825), poèmes. Paris, Quantin, 1880.
- Frei Luis de Sousa (1844), théâtre. Paris, PUF/Fondation Calouste-Gulbenkian, 1972.
- Voyages dans mon pays (1846), récit. Paris, Unesco, 1997.
- Plaisir et Souffrance. Anthologie, Chauvigny, L'Escampette, 2000.

## Hommages
- Devant l'hôtel de ville de Porto se trouve une statue de Garrett, réalisée en 1954 par le sculpteur Barata Feio.
- Dans le jardin botanique de Angra do Heroísmo sur l’île de Terceira aux Açores, une sculpture lui rend hommage et lui attribue le décret qui compléta le nom de la ville.
- A côté de l'hôtel de ville de la commune de Saint-Gilles, en Belgique, se trouve un buste honorant ce « représentant diplomatique du Portugal en Belgique ».